# Oxymacaria heterogyna
Oxymacaria heterogyna là một loài bướm đêm trong họ Geometridae.